# Dave Batters
Dave Batters, B.A. (né le 12 juillet 1969 à Estevan et mort le 29 juin 2009 à Regina) était un homme politique canadien. Il était député à la Chambre des communes du Canada, représentant la circonscription saskatchewanaise de Palliser à partir de  2004 sous la bannière du Parti conservateur du Canada. Il ne s'est pas représenté en 2008.
Il est diplômé en études politiques de l'Université de la Saskatchewan.